# Бун (Айова)
Вижте пояснителната страница за други значения на Бун.
Буун (на английски: Boone) е град в Айова, Съединени американски щати, административен център на окръг Буун. Намира се на 60 km северно от Де Мойн. Населението му е 12 661 души (2010 г.).
В Буун е родена Мейми Айзенхауер (1896 – 1979), съпруга на политика Дуайт Айзенхауер.